# Бар (Мозел)
Бар (фр. Barst) насеље је и општина у североисточној Француској у региону Лорена, у департману Мозел која припада префектури Форбаш.
По подацима из 2011. године у општини је живело 565 становника, а густина насељености је износила 97,58 становника/km². Општина се простире на површини од 5,79 km². Налази се на средњој надморској висини од 287 метара (максималној 295 m, а минималној 249 m).

## Демографија
| 1962. | 1968. | 1975. | 1982. | 1990. | 1999. | 2011. |
| ----- | ----- | ----- | ----- | ----- | ----- | ----- |
| 332   | 349   | 358   | 392   | 453   | 483   | 565   |

График промене броја становника у току последњих година